# Tour d'observation de Pyynikki
La tour d'observation de Pyynikki (finnois : Pyynikin näkötorni) située dans le quartier de Pyynikki à Tampere en Finlande est construite en 1929,,. 

## Description
À la fondation de Tampere vers la fin du XVIIIe siècle la moraine de Pyynikki était une zone de pâturage commune et les habitants se servaient librement du bois pour leur usage domestique.
La protection de la moraine débute dans les années 1830 lorsque la coupe de bois est interdite.
En 1888, on y érige alors la tour de Ilomäki selon les plans de l'architecte Georg Schreck.
Elle est détruite par un incendie en 1918. 
la tour actuelle, conçue par l'architecte Vilho Kolho, mesure 26 mètres de hauteur. 
Elle se situe au sommet de l'esker de Pyynikki qui est la plus haute chaîne morainique du monde. 
Le granite rouge utilisé pour sa construction a été extrait des îles d'Aland.